# Contea di Yongji
La contea di Yongji (永吉县S, Yǒngjí XiànP) è una contea della Cina, situata nella provincia di Jilin e amministrata dalla prefettura di Jilin.